# Lepechinia salviifolia
Lepechinia salviifolia là một loài thực vật có hoa trong họ Hoa môi. Loài này được (Kunth) Epling mô tả khoa học đầu tiên năm 1935.